# Чигиринская, Ольга Александровна
О́льга Алекса́ндровна Чигири́нская (по первому браку Брилёва) (род. 7 октября 1976, Кривой Рог, Днепропетровская область) — украинская писательница, пишущая на русском языке. Живёт в городе Днепр.
Её первыми двумя произведениями крупной формы стали продолжение «Острова Крым» Аксёнова и фэнтези-роман «По ту сторону рассвета», деконструирующий историю Берена и Лютиэн из толкиновского «Сильмариллиона».

## Творческая деятельность

### Проза

#### Ваше благородие
«Ваше благородие» (1999, опубликовано под фамилией Брилёва), — продолжение книги Василия Аксёнова «Остров Крым». Как писал Владимир Березин в 2004 году, «Ваше благородие» был единственным известным ему фанфиком в жанре альтернативной истории. Он отмечает, что Чигиринская ориентируется на более массового, молодого читателя, чем Аксёнов. Она бережно обращается с сюжетом исходного романа, и сохраняет всех его главных героев, правда превратив в эпизодических, но вполне может быть прочитана и не читавшими Аксёнова. Роман описывает партизанскую войну, начатую там против оккупационных советских войск, вводом которых закончился роман Аксёнова. В 2001 году книга издавалась издательством «Фолио» в значительно сокращённом и переработанном виде (вариант «Б», ISBN 5-17-009132-X, ISBN 966-03-1361-6) по сравнению с первоначальным вариантом («А»), изданным в 2010 году под псевдонимом Олег Чигиринский в 2 книгах — «Госпожа удача» и «Госпожа победа» (ISBN 978-5-9942-0575-4, ISBN 978-5-9942-0613-3). В 2014 году издательством «Фолио» выпущен ещё более сокращённый и переработанный вариант под названием «Операция „Остров Крым“» (ISBN 978-966-03-7034-0).

#### По ту сторону рассвета
«По ту сторону рассвета» (2001, опубликовано под псевдонимом «Берен Белгарион», фэнтези, в 2-х книгах) — эпический фанфик, написанный по мотивам истории Берена и Лютиэн из толкиновского «Сильмариллиона». Книга не требует предварительного знакомства с Толкином, и не пытается переиначить его основные идеи, хотя толкинисты могут заметить отличия мира романа Чигиринской от Сильмариллиона (ISBN 5-699-01648-1, ISBN 5-699-01649-X).

#### Сердце меча
«Сердце меча» (2006). Космическая опера (ISBN 5-91134-042-9). Окончание дилогии: «Мятежный дом» (2013). Приквел «Врятований» (рус. Спасённый, 2008) и сиквел «Над рікою правди» (рус. Над рекой правды, 2016) на украинском языке.

#### В час, когда луна взойдёт
«В час, когда луна взойдёт» (2009, в соавторстве с Екатериной Кинн и Анной Оуэн, в 2 книгах) — мистический триллер о вампирах (ISBN 978-5-9717-0836-0, ISBN 5-9717-0852-X). В 2011 году переиздан в переработанной редакции под коллективным псевдонимом Александр Ян и названием «Партизаны Луны» (ISBN 978-5-699-48874-2). Продолжение и повести-спин-оффы не изданы, доступны в интернете. Рассказ-спин-офф Чигиринской «Контроллер» — в сборнике «Фантастический детектив-2014» (ISBN 978-5-17-083628-4).

### Литературоведение
Существует статья Ольги «„Проблема жанра“ относительно фантастики» (основанная на её докладе «Фантастика: выбор жанра, выбор хронотопа»), в которой она, используя методологию Бахтина, делает попытку определить границы и характерные черты жанра «фантастика», указать отличие фантастической литературы от произведений иных жанров. В качестве таковой отличительной черты Чигиринская предлагает фантастический хронотоп — то есть образ места и времени, которого нет и не может существовать — но который, однако, описывается как то, что при определённых условиях могло бы быть или сбыться в будущем. Статья получила 3-ю премию в номинации «За лучшую критику, публицистику и литературоведение» на «Звёздном мосту»-2009, а в 2010 году номинировалась в соответствующей категории на «Бронзовую улитку», «Интерпресскон» и «Портал».

### Публицистика
- «Ничего нет прекраснее смерти». Эссе. В кн. Кэтрин Патерсон «Мост в Теравифию» (2003; ISBN 978-5-901975-03-9); «Мост в Терабитию», (2007; ISBN 978-5-901975-53-4).
- «Христианство: трудные вопросы» (2003). В соавторстве с Сергеем Худиевым и Михаилом Логачёвым. ISBN 5-94880-002-4.
- «Христианство» (серия «Просто о сложном», 2012). В соавторстве с Олегом Дорошенко. ISBN 978-966-03-5791-4. Она же по-украински: «Християнство» (2013; ISBN 978-966-575-216-5).

### Переводы
- Кэнтаро Миура. Берсерк. Книги 1-2. Эксмо, 2010 (с японского) ISBN 978-5-699-42625-6, ISBN 978-5-699-43218-9.
- Басё. Харьков: Фолио, 2011. (с японского) ISBN 978-966-03-5599-6.
- Озорные хокку. Харьков: Фолио, 2011. (Кобаяси Исса, с японского) ISBN 978-966-03-5600-9.
- Предсмертные стихи самураев. (с японского) Харьков: Фолио, 2012. ISBN 978-966-03-5807-2.

### Киносценарии
- Сие есть тело… Доктор Пирогов (серия «Русские праведники»; в соавторстве с Иваном Дяченко). Т/к «Сретение», 2013.
- Арестант матёрый и монах бывалый. Архимандрит Павел (Груздев) (серия «Русские праведники»; в соавторстве с Иваном Дяченко). Т/к «Сретение», 2014.
- Владимирская, 15 (телесериал, соавторство). Т/к ICTV, 2016.
- Майор и магия (телесериал, соавторство). FILM.UA Group по заказу Пятого канала, 2016.